# Idioma pankararú
El pankararú, también llamado pancarurú, pancarará, pankarú, pancaravú y pancarorú, (en todos los casos puede encontrarse escrito con "k" o con "c") es una lengua indígena extinta hablada anteriormente por la etnia Pankararú en los  estados de Pernambuco y Alagoas (Brasil), aunque el grupo étnico está formado por casi 5 mil personas la lengua se extinguió a mediados del siglo XX y todos los miembros de la etnia actualmente hablan portugués.

## Clasificación
La clasificación de pankararú es dudosa. Se han encontrado semejanzas con la familia de las lenguas tukano, y también se han encontrado similitudes con las lenguas tupí. En una encuesta etnográfica dirigida por Robert E. Meader de las 80 formas léxicas recuperadas, 26 (32,5%) son claramente cognados de las lenguas tupíes. Por esta razón se ha especulado que los últimos hablantes de pankaru pudieran ser bilingües pankarú-tupí, o bien haber sustituido su propia lengua por la lengua tupí. 
Campbell (1997) la considera una lengua sin parentescos probados por lo que la clasifica como lengua aislada. Ya que la posibilidad de una influencia tupí-guaraní o la substitución parcial de la lengua original de los pankararú por una forma de tupí-guaraní no pueden descartarse. Además el vocabulario no relacionable tupí-guaraní sigue siendo mayoritario. Meader afirma que sería necesario un estudio más cuidado de los cogandos, las posibles correspondencias fonéticas y una reconstrucción de la  proto-lengua para establecer con seguridad si el pankarú está emparentado con el tupí-guaraní o sólo se trata de una lengua influida por el tupí-guaraní.